# PONG
El Pong (o Tele-pong) és un videojoc creat per l'empresa Atari i comercialitzat en màquines recreatives per primera vegada el 29 de novembre de 1972. Va ser un dels primers videojocs d'arcade i un dels primers videojocs comercials per a màquines recreatives. El joc és una adaptació del tennis de taula a la pantalla de televisió. El nom PONG amb majúscules, és una marca registrada per Atari, mentre el terme pong, fa referència al tipus de joc de pilota i bastons. Va ser creat per l'enginyer informàtic estatunidenc Allan Alcorn com un exercici d'entrenament encarregat pel cofundador d'Atari Nolan Bushnell, però Bushnell i el cofundador d'Atari Ted Dabney van quedar sorpresos per la qualitat del treball d'Alcorn i van decidir comercialitzar-lo. Bushnell va basar el concepte del joc en un de ping-pong electrònic i el va incloure a la Magnavox Odyssey, la primera videoconsola domèstica. Com a resposta, Magnavox va demandar posteriorment Atari per infracció de patents.
Pong va ser el primer videojoc amb èxit comercial i va impulsar la indústria dels videojocs juntament amb Magnavox Odyssey. Poc després del seu llançament, diverses empreses van començar a produir jocs que l'imitaven. Aviat, però, els competidors d'Atari van llançar nous tipus de videojocs que es desviaven del format original de Pong, un fet que va portar Atari a animar el seu personal a anar més enllà del Pong per a produir jocs més innovadors.
Atari va llançar diverses seqüeles de Pong que es basen en el joc original afegint noves funcions. Durant la campanya de Nadal de 1975, Atari va llançar una versió casolana de Pong exclusivament a través de les botigues Sears. La versió domèstica també va ser un èxit comercial i va generar nombrosos clons. El joc es va refer en nombroses plataformes portàtils i domèstiques després del seu llançament.

## Jugabilitat

Les dues pales tornen la pilota endavant i enrere. La puntuació es manté amb els números de la part superior de la pantalla.

Pong és un videojoc esportiu bidimensional que simula el tennis de taula. El PONG té un funcionament bàsic: cada oponent controla una de les raquetes i ha d'evitar que l'altre jugador enviï la pilota fora del seu camp. El moviment de les raquetes o paletes és vertical i la pilota es mou en dues dimensions. Si la pilota impacta contra alguna de les dues raquetes, canvia la seva direcció horitzontal.

## Desenvolupament i història

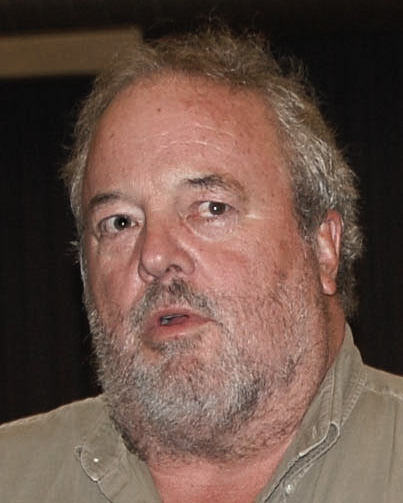
L'enginyer d'Atari Allan Alcorn va dissenyar i fabricar el Pong com a exercici d'entrenament.

La versió més antiga similar al Pong data del 1958: un joc de William A. Higinbotham que funcionava amb un oscil·loscopi i s'anomenava «tennis per a dos». Ralph Baer, el 1966, creà una altra versió del joc, utilitzant com a sortida de vídeo un televisor. Pong va ser el primer joc desenvolupat per Atari. Després de produir Computer Space, Bushnell va decidir formar una empresa per produir més jocs concedint llicències d'idees a altres empreses. El primer contracte va ser amb Bally Manufacturing Corporation per a un joc de conducció. Poc després de la fundació, Bushnell va contractar Allan Alcorn per la seva experiència en enginyeria elèctrica i informàtica; Bushnell i Dabney també havien treballat anteriorment amb ell a Ampex. Abans de treballar a Atari, Alcorn no tenia experiència amb els videojocs. Per aclimatar Alcorn a la creació de jocs, Bushnell li va donar un projecte que secretament pretenia ser un exercici d'entrenament. Bushnell va dir a Alcorn que tenia un contracte amb General Electric per a un producte i va demanar a Alcorn que creés un joc senzill amb un punt mòbil, dues paletes i dígits per mantenir la puntuació. El 2011, Bushnell va afirmar que el joc estava inspirat en versions anteriors de tennis electrònic amb les que havia jugat abans; Bushnell va jugar a una versió d'un ordinador PDP-1 el 1964 mentre assistia a la universitat. Tot i això, segons Alcorn va ser una resposta directa a la visualització de Bushnell del joc de tennis de la Magnavox Odyssey. El maig de 1972, Bushnell havia visitat el Magnavox Profit Caravan a Burlingame, Califòrnia, on va jugar a una demostració de la Magnavox Odyssey, concretament el joc de tennis taula. Tot i que pensava que el joc tindria poca qualitat, Bushnell en veure'l va assignar-lo a Alcorn.
La primera vegada que Alcorn va examinar els esquemes de Bushnell de Computer Space va trobar que eren il·legibles. Va continuar creant els seus propis dissenys basant-se en el seu coneixement de la lògica transistor a transistor i el joc de Bushnell. Considerant que el joc bàsic era massa avorrit, Alcorn va afegir funcions per fer-lo més atractiu. Va dividir la pala en vuit segments per canviar l'angle de retorn de la pilota. Per exemple, els segments centrals retornen la pilota a un angle de 90° en relació amb la paleta, mentre que els segments exteriors retornen la pilota a angles més petits. També va fer que la pilota s'accelerés a mesura que avançava la partida, i que la velocitat es restablia davant la pèrdua de la pilota. Una altra característica va ser que les pales del joc no podien arribar a la part superior de la pantalla. Això va ser causat per un circuit senzill que tenia un defecte inherent. En lloc de dedicar temps a solucionar el defecte, Alcorn va decidir mantenir-ho perquè incrementava la dificultat del joc i ajudava a limitar el temps en què es podia jugar; ja que pensava que sense aquest defecte, dos jugadors hàbils podrien jugar ininterrompudament.
Després de tres mesos del desenvolupament, Bushnell va dir a Alcorn que volia que el joc presentés efectes de so realistes i una multitud cridant. Dabney volia que el joc "bufés" i "xiulés" quan un jugador perdia una ronda. Alcorn tenia poc espai disponible per a l'electrònica necessària i desconeixia com crear aquests sons amb circuits digitals. Després d'inspeccionar el generador de sincronització, va descobrir que podia generar diferents tons i els va utilitzar per als efectes sonors del joc. Per construir el prototip, Alcorn va comprar un aparell de televisió blanc i negre Hitachi per $75 d'una botiga local, el va col·locar en una màquina recreativa de fusta d'1,2 m i va soldar els cables en plaques per crear els circuits necessaris. El prototip va impressionar tant Bushnell i Dabney que van pensar que podia ser un producte rendible i van decidir provar-ne la comercialització.

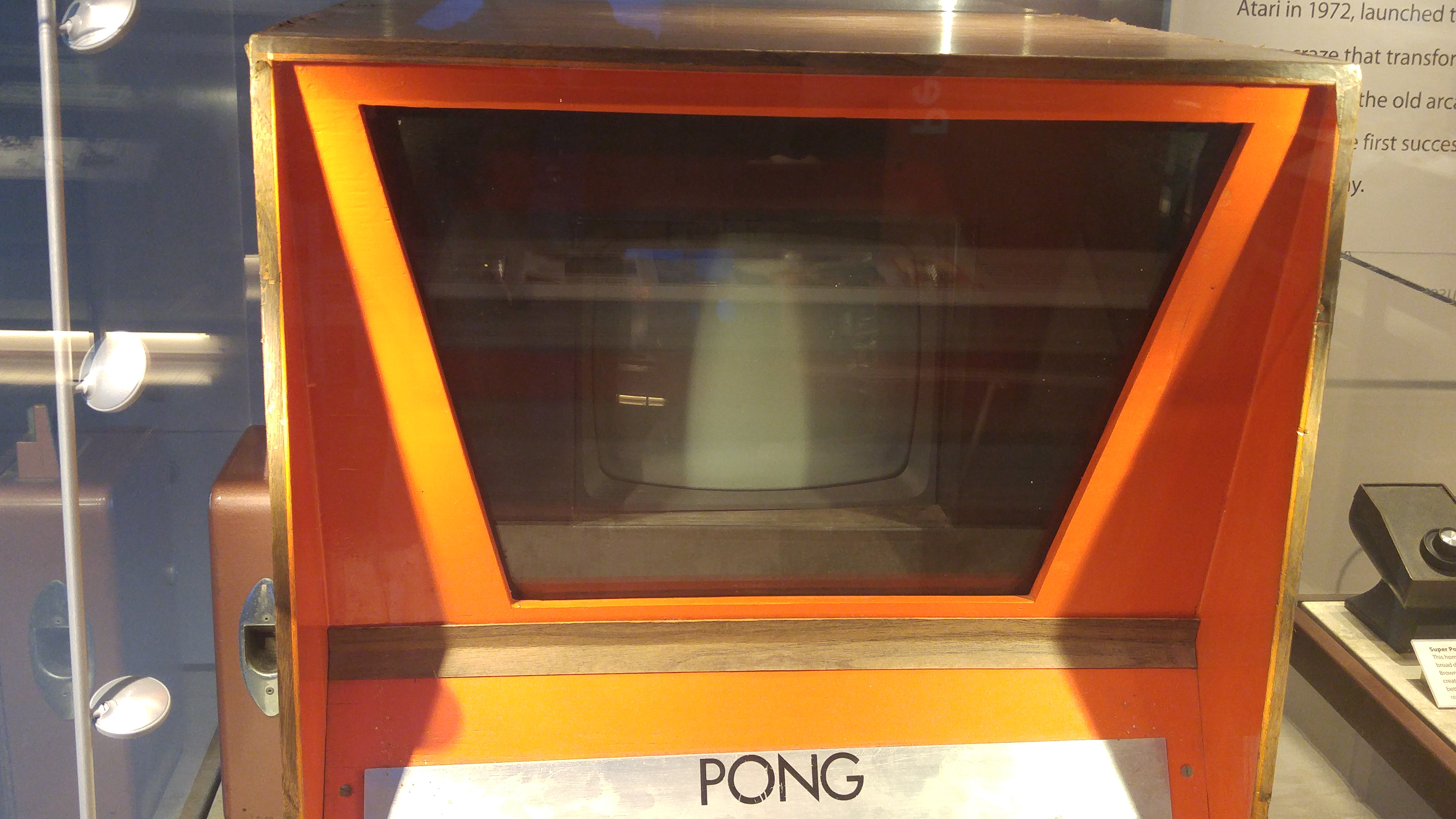
El prototip Pong que s’utilitzava a la taverna.

L'agost de 1972, Bushnell i Alcorn van instal·lar el prototip Pong en un bar local, Andy Capp's Tavern. Van seleccionar el bar per la seva bona relació amb el propietari i el gerent del bar, Bill Gaddis; Atari subministrava màquines de pinball a Gaddis. Bushnell i Alcorn van col·locar el prototip en una de les taules prop de les altres màquines d'entreteniment: una caixa de discos, màquines de pinball i el Computer Space. El joc va tenir una bona acollida la primera nit i la seva popularitat va continuar creixent durant les properes setmanes. Bushnell va anar llavors a fer un viatge de negocis a Chicago per mostrar Pong als executius de Bally i Midway Manufacturing; tenia la intenció d'utilitzar el Pong per complir el seu contracte amb Bally, en lloc del joc de conducció. Pocs dies després, el prototip va començar a presentar problemes tècnics i Gaddis es va posar en contacte amb Alcorn per solucionar-ho. En inspeccionar la màquina, Alcorn va descobrir que el problema va ser que el mecanisme de les monedes estava desbordat.
Després de conèixer l’èxit del joc, Bushnell va decidir que Atari tindria més beneficis per fabricar el joc en lloc de llicenciar-lo, però l’interès de Bally i Midway ja s’havia despertat. Bushnell va decidir informar a cadascun dels dos grups que l'altre no estava interessat —Bushnell va dir als executius de Bally que els executius de Midway no el volien i viceversa— per preservar les futures relacions. En escoltar el comentari de Bushnell, els dos grups van rebutjar la seva oferta. Bushnell va tenir dificultats per trobar suport financer pel Pong; els bancs ho veien com una variant del pinball, que aleshores el públic en general associava a la màfia. Atari finalment va obtenir una línia de crèdit de Wells Fargo que usar per ampliar les seves instal·lacions per allotjar una cadena de muntatge. La companyia va anunciar el Pong el 29 de novembre de 1972. La direcció va buscar treballadors de muntatge a l’oficina local de col·locació, però no va poder mantenir-se al dia amb la demanda. Els primers armaris arcade produïts es van muntar molt lentament, aproximadament deu màquines al dia, moltes de les quals van fallar en les proves de qualitat. Finalment, Atari va racionalitzar el procés i va començar a produir el joc en grans quantitats. El 1973 van començar a enviar Pong a altres països amb l’ajut de socis estrangers.

### Versió domèstica

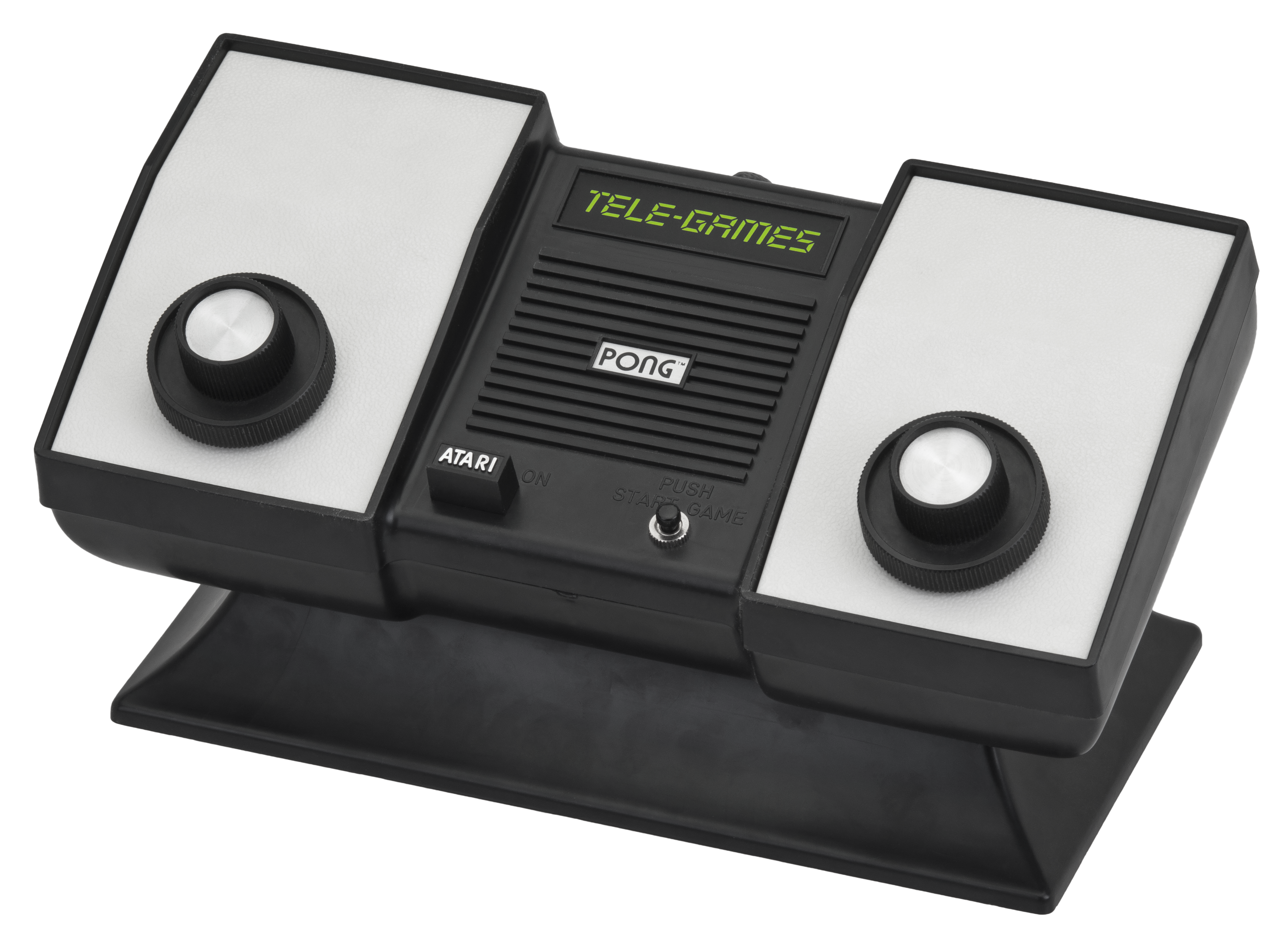
La consola Home Pong d'Atari, llançada a través de Sears el 1975

Després de l'èxit de Pong, Bushnell va empènyer els seus empleats a crear nous productes. El 1974, l'enginyer d'Atari, Harold Lee, va proposar una versió domèstica del Pong que es connectaria a un televisor: Home Pong. El sistema va començar a desenvolupar-se amb el nom en clau Darlene, el nom d'una empleada d'Atari. Alcorn va treballar amb Lee per desenvolupar els dissenys i el prototip i els va basar en la mateixa tecnologia digital utilitzada en els seus jocs arcade. Els dos treballaven per torns per estalviar temps i diners; Lee treballava la lògica del disseny durant el dia, mentre que Alcorn depurava els dissenys a les nits. Després que els dissenys fossin aprovats, el company enginyer d'Atari, Bob Brown, va ajudar a Alcorn i Lee a construir un prototip. El prototip consistia en un dispositiu connectat a un pedestal de fusta que contenia més de cent cables, que finalment va ser substituït per un circuit integrat dissenyat per Alcorn i Lee; el xip encara s’havia de provar i construir abans que es construís el prototip. El xip es va acabar a la segona meitat del 1974 i, en aquell moment, va ser el xip amb més rendiment utilitzat en un producte de consum.
Bushnell i Gene Lipkin, el vicepresident de vendes d'Atari, es van dirigir als minoristes de joguines i electrònica per vendre Home Pong, però van ser rebutjats. Els minoristes consideraven que el producte era massa car i no interessaria als consumidors. Atari es va posar en contacte amb el departament Sears Sporting Goods després de descobrir un anunci de la Magnavox Odyssey a la secció de productes esportius del seu catàleg. El personal d'Atari va discutir el joc amb un representant, Tom Quinn, que va expressar entusiasme i va oferir a la companyia un acord exclusiu. Creient que podrien trobar termes més favorables en altres llocs, els executius d'Atari van declinar i van continuar perseguint els minoristes de joguines. El gener de 1975, el personal d'Atari va crear una cabina de Home Pong a l'American Toy Fair (una fira de mostres) a Nova York, però no hi va haver comandes a causa de l'elevat preu de cada unitat.
Mentre eren a la fira, van tornar a trobar-se en Quinn i, pocs dies després, van establir una reunió amb ell per obtenir una comanda de venda. Per obtenir l'aprovació del departament de productes esportius, Quinn va suggerir a Atari que mostrés el joc als executius de Chicago. Alcorn i Lipkin van viatjar al Sears Tower i, tot i una complicació tècnica relacionada amb una antena a la part superior de l'edifici que emetia al mateix canal que el joc, van obtenir l'aprovació. Bushnell va dir a Quinn que tenia capacitat per produir 75.000 unitats a temps per la temporada de Nadal; no obstant això, Quinn va demanar-ne el doble. Tot i que Bushnell sabia que Atari no tenia capacitat per fabricar 150.000 unitats, va acceptar. Atari va adquirir una nova fàbrica gràcies al finançament obtingut per l'inversor de risc Don Valentine. Supervisada per Jimm Tubb, la fàbrica va complir la comanda de Sears. Les primeres unitats fabricades es van marcar amb el nom "Tele-Games" de Sears. Posteriorment, Atari va llançar una versió amb marca pròpia el 1976. Seria el 1977 que les versions de màquina de bar del PONG van començar a ser populars.

### Plet de Magnavox

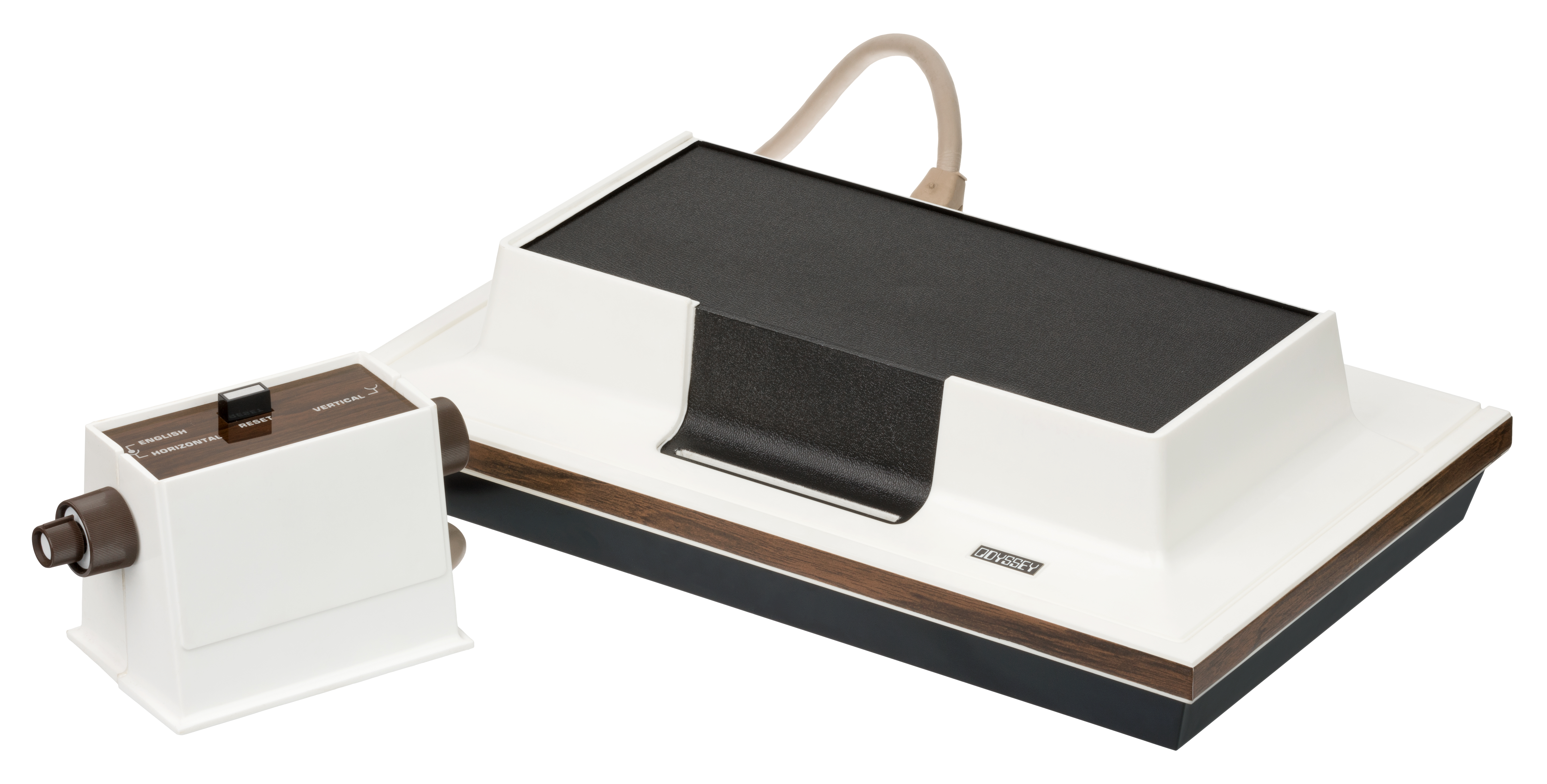
La Magnavox Odyssey, inventada per Ralph H. Baer, va inspirar la creació del Pong.

L'èxit de Pong va atreure l'atenció de Ralph Baer, l'inventor de la Magnavox Odyssey, i la seva empresa, Sanders Associates. Sanders va tenir un acord amb Magnavox per gestionar la subllicència de l'Odyssey, que incloïa tractar la infracció dels seus drets exclusius. No obstant això, Magnavox no havia emprès accions legals contra Atari i moltes altres empreses que van alliberar clons de Pong. Sanders va continuar pressionant i, a l'abril de 1974, Magnavox va presentar una demanda contra Atari, Allied Leisure, Bally Midway i Chicago Dynamics. Magnavox va argumentar que Atari havia infringit les patents de Baer i el seu concepte de ping-pong electrònic basat en registres detallats que Sanders mantenia del procés de disseny de l'Odyssey que es remuntava a 1966. Altres documents inclouen deposicions de testimonis i un llibre de visites signat que demostrava que Bushnell havia jugat al joc de tennis de taula d'Odyssey abans del llançament de Pong. En resposta a les afirmacions que va veure l'Odyssey, Bushnell va afirmar més tard que, "El fet és que vaig veure certament el joc d'Odyssey i no em va semblar gaire intel·ligent."
Després de considerar les seves opcions, Bushnell va decidir reunir-se fora dels jutjats amb Magnavox. L'advocat de Bushnell va considerar que podien guanyar; no obstant això, va estimar els costos legals de US$1,5 milions, que hauria superat els fons d'Atari. Magnavox va oferir a Atari un acord per convertir-se en llicenciatari per US$700.000. Altres empreses productores de clons de "Pong" així com els competidors d'Atari havien de pagar drets d'autor. A més, Magnavox va obtenir els drets sobre els productes Atari desenvolupats durant l'any següent. Magnavox va continuar perseguint accions legals contra les altres empreses i els processos van començar poc després de la solució d'Atari el juny de 1976. El primer cas va tenir lloc als jutjats de districte a Chicago, amb el jutge John Grady al capdavant. Per evitar que Magnavox obtingués drets sobre els seus productes, Atari va decidir retardar la publicació dels seus productes durant un any i va retenir la informació dels advocats de Magnavox durant les visites a les instal·lacions d'Atari.

## Impacte i llegat

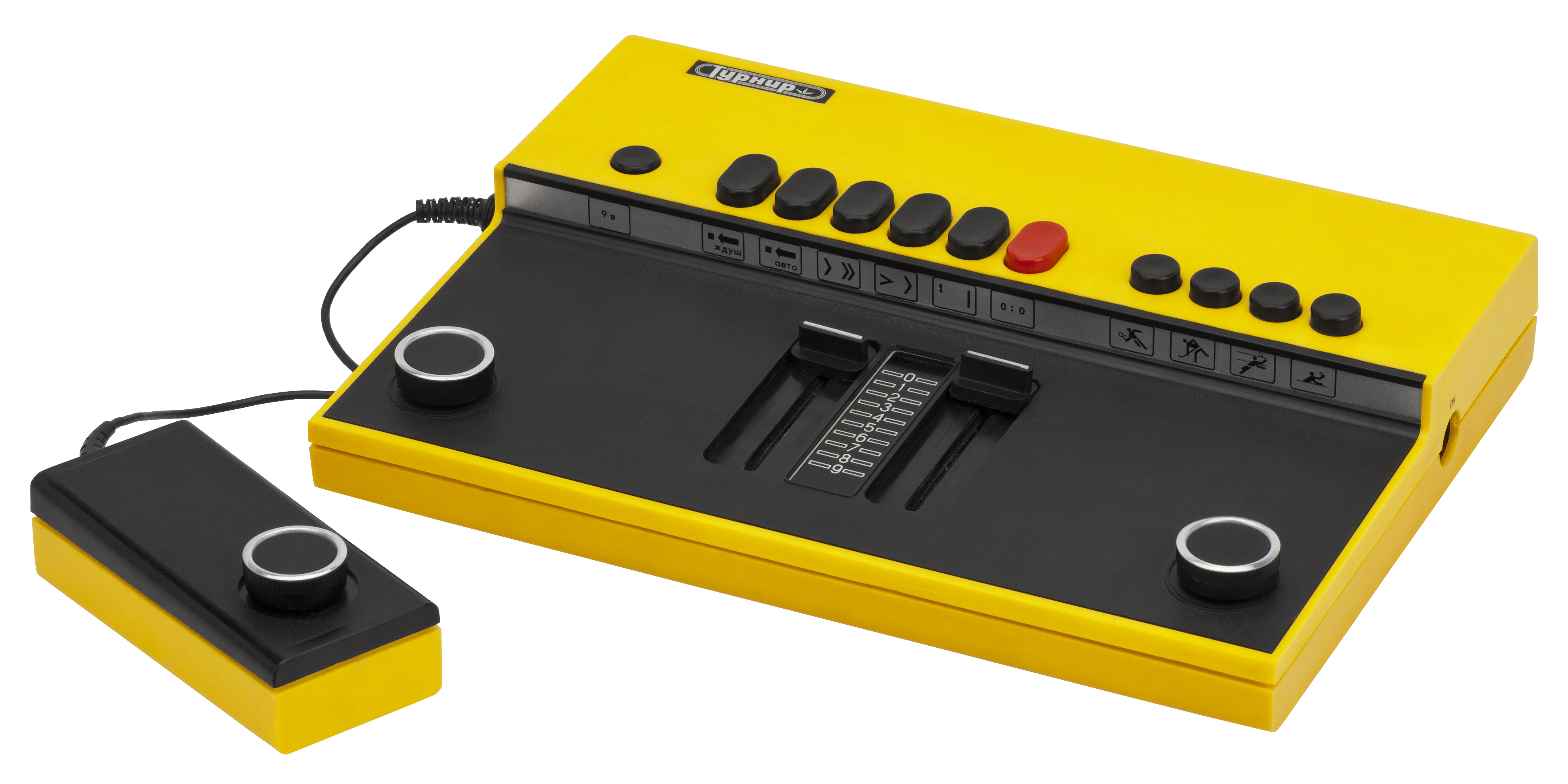
Les consoles dedicades de Pong van arribar a diversos països, com aquesta consola russa anomenada Турнир (es llegeix "Turnir", que significa "Torneig").

Les màquines arcade de Pong fabricades per Atari van ser un gran èxit. El prototip va ser ben rebut pels patrons de la Taverna d'Andy Capp; la gent va venir al bar únicament per jugar el joc. Després del seu llançament, Pong va obtindre constantment quatre vegades més ingressos que altres màquines que funcionaven amb monedes. Bushnell va estimar que el joc guanyava entre 35 i 40 dòlars EUA al dia, cosa que va descriure com res que mai havia vist abans en la indústria de l'entreteniment amb monedes en aquell moment. Els beneficis del joc van resultar en un augment del nombre de comandes rebudes per Atari. Això va proporcionar a Atari una font constant d'ingressos; la companyia va vendre les màquines a tres vegades el cost de producció. El 1973, la companyia ja havia rebut 2.500 comandes i, a finals de 1974, n'havia venut més de 8.000 unitats. Els armaris arcade s'han convertit en objectes de col·lecció amb la versió de taula sent el més rar. Poc després de les proves amb èxit del joc a la taverna d'Andy Capp, altres empreses van començar a visitar el bar per inspeccionar-lo. Jocs similars van aparèixer al mercat tres mesos després, produïts per empreses com Ramtek i Nutting Associates. Atari no va poder fer gaire contra els competidors, ja que inicialment no havien sol·licitat patents de la tecnologia d'estat sòlid utilitzada al joc. Quan l'empresa va sol·licitar patents, les complicacions van endarrerir el procés. Com a resultat, el mercat consistia principalment en "clons de Pong"; l'escriptor Steven Kent va estimar que Atari havia produït menys d'un terç de les màquines. Bushnell es referia als competidors com a "Jackals" perquè considerava que tenien un avantatge injust. La seva solució per competir contra ells va ser produir conceptes i jocs més innovadors.
Home Pong va tenir un èxit immediat després del seu llançament limitat el 1975 a través de Sears; al voltant de 150.000 unitats es van vendre aquella temporada de vacances. El joc es va convertir en el producte amb més èxit de Sears en aquella època, cosa que li va valer a Atari un Sears Quality Excellence Award. La versió pròpia d'Atari es va vendre 50.000 unitats addicionals. De manera similar a la versió arcade, diverses empreses van llançar clons per aprofitar l'èxit de la consola domèstica, molts dels quals van continuar produint noves consoles i videojocs. Magnavox va tornar a llançar el seu sistema Odyssey amb maquinari simplificat i noves funcions i, posteriorment, va llançar versions actualitzades. Coleco van entrar al mercat dels videojocs amb la seva consola Telstar; mostrava tres variants del Pong i també la van succeir models més nous. Nintendo va llançar la Color TV Game 6 el 1977, que interpreta sis variants del tennis electrònic. L'any següent, va ser seguit d'una versió actualitzada, la Color TV Game 15, que presenta quinze variacions. Aquests sistemes van ser l'entrada de Nintendo al mercat dels videojocs domèstics i els primers a produir-los ells mateixos; prèviament havien llicenciat la Magnavox Odyssey. Les consoles dedicades del Pong i els nombrosos clons s'han convertit des de llavors en nivells variables de rareses tecnològiques; les consoles de Pong d'Atari són freqüents, mentre que les consoles de TV Fun d'APF Electronics són moderadament rars. No obstant això, els preus entre col·leccionistes varien segons la raresa; les versions de Sears Tele-Games solen ser més barates que les que tenen la marca Atari.
Diverses publicacions es plantegen que el joc Pong va propulsar la indústria dels videojocs com una empresa lucrativa. El periodista de videojocs, David Ellis, veu que el joc és la pedra angular de l'èxit de la indústria dels videojocs i va destacar que el joc arcade és "un dels títols més significatius històricament". Kent atribueix el "fenomen arcade" al Pong i els jocs d'Atari que el van seguir i considera que el llançament de la versió inicial és el començament reeixit de les videoconsoles domèstiques. Bill Loguidice i Matt Barton de Gamasutra es va referir al llançament del joc com l'inici d'un nou mitjà d'entreteniment i va comentar que el seu joc senzill i intuïtiu el va convertir en un èxit. El 1996 la revista Next Generation el va anomenar un dels "100 millors jocs de tots els temps", relatant que l'equip de "Next Generation va ignorar centenars de milers de dòlars de programari de 32 bits per jugar el Pong durant hores quan es va llançar la versió de Genesis." El 1999, Next Generation va llistar el Pong com el número 34 dels seus "50 millors jocs de tots els temps", comentant que, "Malgrat, o potser per la seva simplicitat, Pong és el repte definitiu de dos jugadors – una prova dels temps de reacció i una estratègia molt senzilla que es va reduir fins al més bàsic." El 2013, Entertainment Weekly va citar el Pong un dels deu primers jocs de l'Atari 2600. Moltes de les empreses que van produir les seves pròpies versions de Pong finalment es va fer molt conegudes dins la indústria. Nintendo van entrar al mercat dels videojocs amb clons de Home Pong. Els ingressos que se’n van generar (cada sistema va vendre més d'un milió d'unitats) van ajudar l'empresa a sobreviure en un moment econòmic difícil i els va animar a continuar amb els videojocs. Després de veure l'èxit de Pong, Konami va decidir entrar al mercat dels jocs arcade i va llançar el seu primer títol, Maze. El seu moderat èxit va impulsar la companyia a desenvolupar més títols.
Bushnell va sentir que Pong va ser especialment significatiu en el seu paper com a lubricant social, ja que només funcionava en multijugador i no requeria que cada jugador fes servir més d'una mà: "Era molt normal que una noia amb un quart de dòlar a la mà tragués un noi d'un tamboret del bar i digués: 'M’agradaria jugar al Pong i no hi ha ningú més per jugar.' Era una manera de jugar, de seure junts, de parlar, de riure, de desafiar-se un a l'altre ... A mesura que guanyes confiança, podries deixar la cervesa i abraçar-la. Podries posar el braç al seu voltant. Es pot jugar a esquerrans si així es desitja. De fet, hi ha molta gent que ha vingut a mi al llarg dels anys i ha dit: 'Vaig conèixer la meva dona jugant al Pong,' i això és una cosa bonica que s’ha aconseguit."

### Seqüeles iremakes

Una partida de PONG

Bushnell va considerar que la millor manera de competir contra els imitadors va ser crear millors productes, cosa que va portar Atari a produir seqüeles en els anys posteriors al llançament de l'original: Pong Doubles, Super Pong, Ultra Pong, Quadrapong i Pin-Pong. Les seqüeles presenten gràfics similars, però inclouen nous elements de joc; per exemple, Pong Doubles permet a quatre jugadors competir en parelles, mentre que Quadrapong—també publicat per Kee Games com a Elimination—els fa competir entre si en un camp a quatre. Bushnell també va conceptualitzar una versió free-to-play de Pong per entretenir els nens en un consultori mèdic. El va titular inicialment Snoopy Pong i va donar forma al gabinet per la caseta de gos de Snoopy amb el personatge a sobre, però el va reanomenar Puppy Pong i va modificar l'Snoopy a un gos genèric per evitar accions legals. Posteriorment, Bushnell va utilitzar el joc a la seva cadena de restaurants Chuck E. Cheese. El 1976, Atari va llançar Breakout, una variació d'un sol jugador de Pong on l'objectiu del joc és treure maons d'una paret colpejant-los amb una pilota. Com en Pong, Breakout va ser seguit per nombrosos clons que van copiar el joc, com ara Arkanoid, Alleyway i Break 'Em All.
Atari va refer el joc en nombroses plataformes. El 1977, Pong i diverses variants del joc apareixien a Video Olympics, un dels títols originals de llançament de l'Atari 2600. Pong també es va incloure en diverses recopilacions d'Atari en plataformes com la Sega Genesis, PlayStation Portable, Nintendo DS i l'ordinador personal. A través d'un acord amb Atari, Bally Gaming and Systems va desenvolupar una versió de màquines escurabutxaques del joc. Atari va publicar TD Overdrive que inclou el Pong com a joc addicional que es juga durant la pantalla de càrrega. Un joc de plataformes en 3D amb elements de trencaclosques i shooter es va informar que estava en desenvolupament per Atari Corporation per l'Atari Jaguar el setembre de 1995 sota el títol Pong 2000, com a part de la seva sèrie d'actualitzacions de jocs arcade per al sistema i es va configurar per tenir-ne una història original, però mai es va estrenar. El 1999, el joc va ser refet per a ordinadors domèstics i PlayStation amb gràfics 3D i power-ups. El 2012, Atari va celebrar el 40è aniversari de Pong llançant el Pong World. El 2020, van llançar Pong Quest per a Steam, llançant-lo posteriorment per a PlayStation 4, Xbox One i Nintendo Switch. Es va anunciar un remake del joc per al seu llançament exclusivament per a Intellivision Amico.

### En la cultura popular

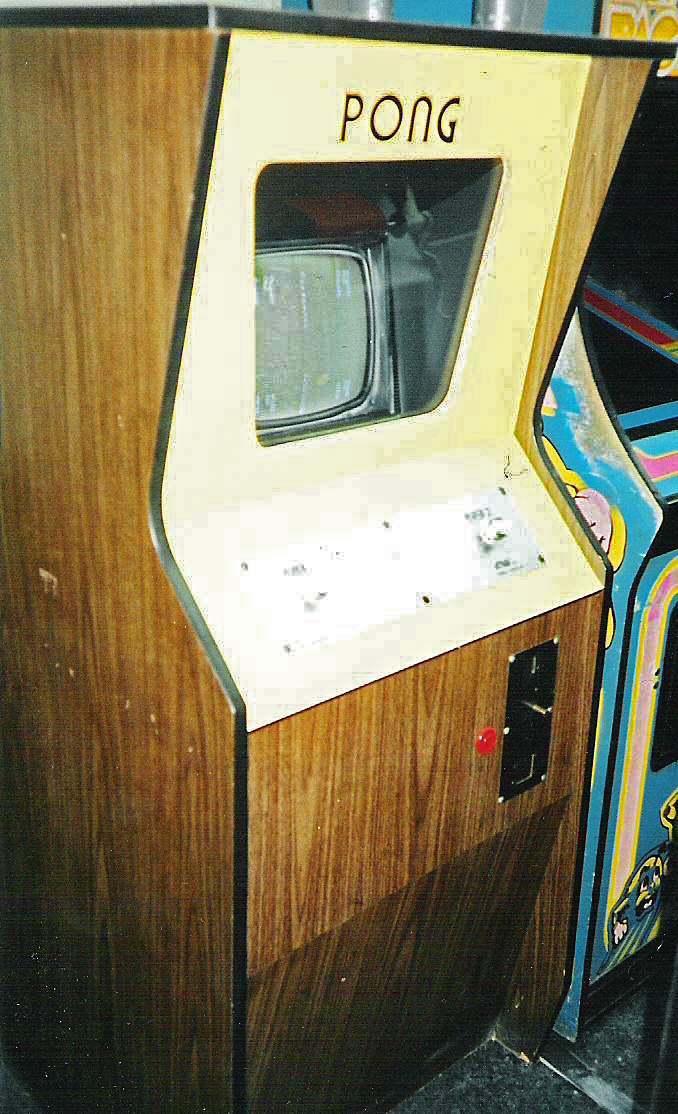
Una màquina de PONG.

El joc apareix en episodis de sèries de televisió incloent That '70s Show, King of the Hill i Saturday Night Live. El 2006, un anunci d'American Express mostrava a Andy Roddick en un partit de tennis contra el pàdel blanc del joc. Altres videojocs també han fet referència i han parodiat el Pong; per exemple Neuromancer per a Commodore 64 i Banjo-Kazooie: Nuts & Bolts per a Xbox 360. L'acte del concert Video Games Live va utilitzar so delPong com a part del retro especial "Classic Arcade Medley". La cançó de Frank Black "Whatever Happened to Pong?" de l'àlbum Teenager of the Year fa referència als elements del joc.
L'estudi de disseny holandès Buro Vormkrijgers va crear un rellotge d'estil Pong com un projecte per simple diversió a les seves oficines. Després que l'estudi decidís fabricar-lo per a la venda al detall, Atari va emprendre accions legals el febrer del 2006. Les dues empreses van arribar finalment a un acord pel qual Buro Vormkrijgers podia produir un nombre limitat amb llicència. El 1999, l'artista francès Pierre Huyghe va crear una exhibició titulada "Atari Light", en què dues persones utilitzen dispositius portàtils per jugar el Pong en un sostre il·luminat. El treball es va mostrar a la Biennal de Venècia el 2001 i al Museu d'Art Contemporani de Castella i Lleó el 2007. El joc es va incloure en l'exhibició de Game On de 2002 a la Barbican Art Gallery de Londres destinada a mostrar els diversos aspectes de la història, el desenvolupament i la cultura dels videojocs.